# Manfred Voigt (Politiker)
Manfred Voigt (* 23. Februar 1935 in Stettin; † 25. September 2001) war ein Funktionär der SED in der DDR.

## Leben
Der Sohn eines Angestellten absolvierte nach dem Besuch der Grund- und der Oberschule von 1953 bis 1957 ein Studium der Wirtschaftswissenschaften mit dem Abschluss als Diplom-Wirtschaftswissenschaftler. Voigt, der 1955 Mitglied der SED wurde, war anschließend bis 1965 Mitarbeiter sowie Vorsitzender der Plankommission beim Rat des Kreises Altenburg und zeitweise stellvertretender Vorsitzender des Rates des Kreises.
1965 wechselte er als Mitarbeiter zur Staatlichen Plankommission, in der er von 1969 bis 1976 Sektorenleiter war. Während dieser Zeit schloss er 1970 seine Promotion an der Hochschule für Ökonomie Berlin mit einer Dissertation zum Thema Die Gestaltung zwischenbetrieblicher Versorgungsbeziehungen für zeichnungsgebundene Zuliefererzeugnisse unter den Bedingungen einer langfristigen Einzelfertigung : Dargestellt am Beispiel des VEB Transformatorenwerk „Karl Liebknecht“ Berlin-Oberschöneweide ab. Seit 1974 Mitglied der SED-Kreisleitung der Staatlichen Plankommission, wurde er 1976 zunächst Zweiter Sekretär und 1981 als Nachfolger des zum Finanzminister der DDR aufgestiegenen Ernst Höfner Erster Sekretär dieser SED-Kreisleitung. Diese Funktion hatte er bis 1986 inne. 1984/85 absolvierte er ein Studium an der Parteihochschule Karl Marx.
Zuletzt war Manfred Voigt von 1986 bis zur Auflösung der SED 1989 als Nachfolger von Hans-Joachim Rüscher Leiter der Abteilung Leicht-, Lebensmittel- und bezirksgeleitete Industrie des ZK der SED. Seit Juni 1986 war er Nachfolgekandidat der Volkskammer. Am 17. November 1989 rückte er als Abgeordneter in die Volkskammer nach und gehörte dieser bis zum Ende der neunten Wahlperiode im März 1990 an.
Voigt war dann noch als Mitglied der Kommission Wirtschafts-, Landwirtschafts- und Sozialpolitik des PDS-Parteivorstandes aktiv.

## Auszeichnungen
- 1981 Vaterländischer Verdienstorden in Bronze